# Gelbe Sächsische Renette
Gelbe Sächsische Renette sinónimo: Meißner Winter-Zitronenapfel, es el nombre de una variedad cultivar de manzano (Malus domestica). 
Una variedad de manzana cultivada, que pertenece al grupo de manzanas alemanas antiguas de la herencia, que tiene su origen en Meißen. La variedad también conocida como "lemon apple" o "Meißner winter lemon apple" (que no debe confundirse con la "lemon apple Seestermühler"), solo extendida regionalmente, proviene del área de Meissen. Esta es la variedad de fruta que fue la elegida por el grupo estatal de Sajonia de la asociación de pomólogos de Alemania como la variedad de huerto del año 2016 en el estado federado de Sajonia.

## Sinonimia
- "Meißner Winter-Zitronenapfel",
- "Zitronenapfel",
- "Gelbe Renette",
- "Sächsische Renette",
- "Leipziger späte gelbe Reinette",
- "Meißner Winter-Zitronenapfel".

## Historia

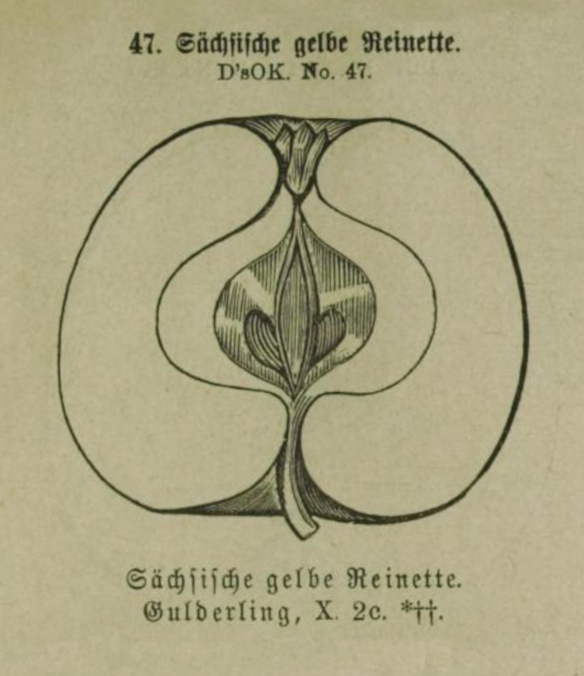
Dibujo seccional de la 'Gelbe Sächsische Renette'.

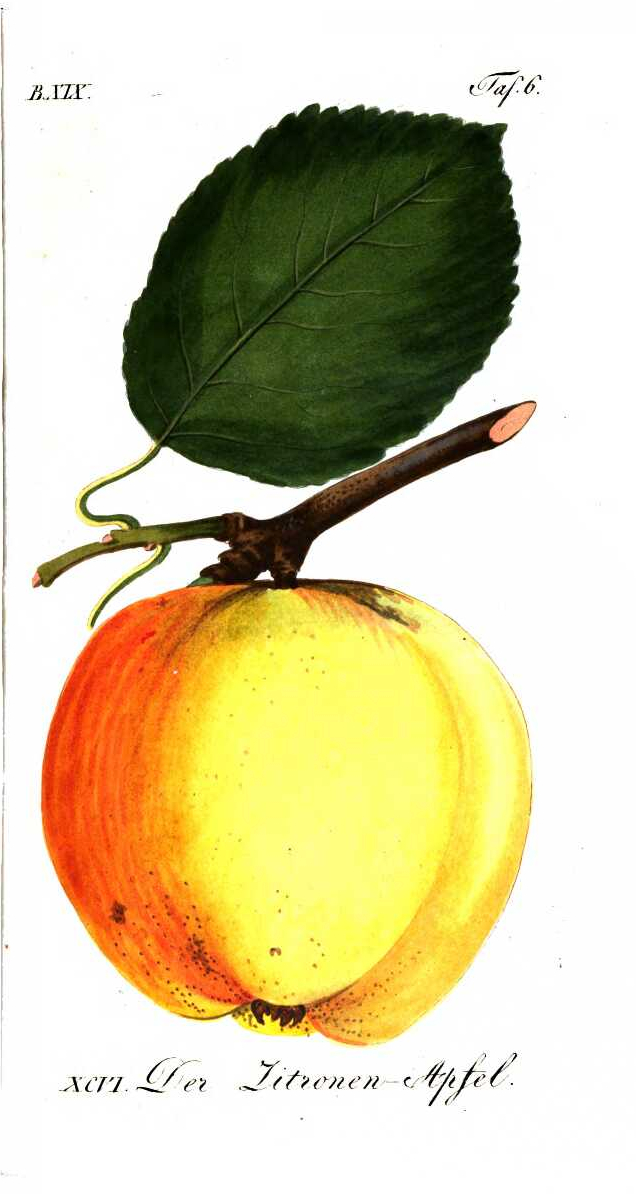
Ilustración del 'Gelbe Sächsische Renette' en el "Teutschen Obstgärtner", 1803, todavía llamado "Zitronenapfel" aquí.

'Gelbe Sächsische Renette' es una variedad de manzana alemana antigua de la herencia, que se originó como una plántula al azar, posiblemente en algún momento a mediados del siglo XVIII en el municipio de Meißen, en el estado federado de Sajonia (Alemania).
Los primeros registros conocidos del cultivo del 'Gelbe Sächsische Renette' datan de alrededor de 1800. Describen la variedad, que entonces se conocía como "Zitronenapfel" (Manzana de Limón) o "Meißner Winter-Zitronenapfel" (Manzana de Limón de Invierno de Meißner), como una variedad de manzana de invierno, que no era poco común, pero solo se cultivaba en la zona de Meissen. Para evitar confusiones con otras manzanas, la variedad pasó a llamarse 'Gelbe Sächsische Renette' (Reineta Amarilla de Sajonia) en la década de 1880.
La variedad fue recomendada para el cultivo en su tierra natal y formaba parte de la gama normal de frutas del Reino de Sajonia publicada en 1885. Como manzana de invierno que se puede almacenar bien, sus frutos dominaron el mercado de la manzana en Sajonia desde Navidad hasta finales de la primavera. Dado que el 'Gelbe Sächsische Renette' era una de las mejores manzanas comerciales, especialmente para la preparación de compota de manzana, la fruta tenía un alto valor de mercado. La manzana permaneció muy extendida en el área de Meißen hasta la Primera Guerra Mundial, pero después del final de la guerra fue eliminada de la gama de frutas sajona, y por lo tanto, ya no se consideró como comercial.
En 2015, la población de árboles de 'Gelbe Sächsische Renette' se estimó en solo 25 ejemplares. Esta es la variedad de fruta que fue la elegida por el grupo estatal de Sajonia de la asociación de pomólogos de Alemania como la «"Obstsorte des Jahres 2016, 
Sachsen"» (variedad de huerto del año 2016) en el estado federado de Sajonia. A raíz de este galardón, los pomólogos en cooperación con los viveros de árboles regionales, comenzaron a propagar la variedad a partir de vástagos de los árboles viejos y a difundirla nuevamente.  También con motivo del nombramiento, el entonces primer ministro de Sajonia, Stanislaw Tillich, plantó un espécimen del árbol en 2016 en el Fürst-Pückler-Park en Bad Muskau.

## Características
'Gelbe Sächsische Renette' árbol de crecimiento medio con copa ancha y densa, pueden envejecer mucho y formar grandes copas esféricas. Los árboles son bastante robustos y resistentes solo que los rendimientos comienzan tarde ( después de 10 a 15 años), y el rendimiento varía mucho de un año a otro debido a la vecería. Tiene un tiempo de floración que comienza a partir del 6 de mayo con el 10% de floración, para el 11 de mayo tiene una floración completa (80%), y para el 18 de mayo tiene un 90% caída de pétalos.
'Gelbe Sächsische Renette' tiene una talla de fruto de mediano a grande; forma del fruto redondeado, y a veces, más alta que ancha, y con corona débil a media; Archivado el 2 de marzo de 2022 en Wayback Machine. epidermis cuya piel es lisa, brillante, con un color de fondo verde que se torna amarillo en la madurez, que muestra sobre color (30-40%) rubores de rojo débil a rosado y finas rayas discontinuas, y ocasionalmente un delicado rojizo, que está marcado con numerosas pequeñas lenticelas, y otras de ruginoso-"russeting" están esparcidas escasamente sobre las caras, ruginoso-"russeting" (pardeamiento áspero superficial que presentan algunas variedades) débil-medio; cáliz con ojo de tamaño grande, y muy abierto, colocado en una cuenca poco profunda; pedúnculo de longitud mediano a largo y medianamente robusto, colocado en una cavidad poco profunda y estrecha que está rodeada por una mancha de ruginoso-"russeting"; pulpa es amarillenta, ligeramente ácida y jugosa.
Las manzanas se consideran una variedad de invierno. Su tiempo de recogida de cosecha se inicia desde mediados de octubre hasta principios de noviembre y madura entre diciembre y marzo, lo que clasifica a la variedad como una manzana de invierno. La variedad se adapta muy bien como manzana de mosto. En frío la fruta permanece en óptimas condiciones durante cuatro meses y se puede conservar hasta ocho meses.

## Usos
- Para consumirlo en fresco como manzana de mesa.
- En uso en cocina, y como rodajas de manzana seca.
- Para la elaboración de jugo fresco de manzana.[8][6][5]